# Ian Yule
Ian G. Yule (* 1931 in Sculcoates bei Kingston upon Hull, Vereinigtes Königreich; † 3. Dezember 2020) war ein britischer Soldat, Söldner, Stuntman und Filmschauspieler.

## Leben und Wirken

### Als Berufssoldat und Söldner
Yule besaß eine ungewöhnlich facettenreiche Vita. Frühzeitig Vollwaise geworden, wuchs Yule bei einem fremden Ehepaar auf, das während des Zweiten Weltkriegs Opfer deutscher Bombenabwürfe wurde. Seine neuen Adoptiveltern wurden in Großbritannien lebende US-Amerikaner. Um 1948 herum meldete er sich als so genannter „Boy Soldier“ (Kindersoldat) bei den British Armed Forces und begann dort seinen Dienst als Trompeter bei der King’s Troop Royal Horse Artillery. An der School of Artillery in Larkhill ließ sich Yule anschließend fortbilden. Es folgten weitere Ausbildungslehrgänge, in denen er zu einem Kämpfer in Spezialeinsätzen ausgebildet wurde, und Stationierungen an verschiedenen Orten.
Nach einem Zwischenaufenthalt in Malaya will er nach eigener Aussage 1950 im Koreakrieg eingesetzt worden sein und an der „Battle of Inchon“, hierzulande auch bekannt als Operation Chromite, teilgenommen haben. Es folgten weitere Militär- bzw. Kriegseinsätze an unterschiedlichen Schauplätzen (Ägypten, Jemen und erneut Ägypten während der Sueskrise 1956) – zunächst noch in britischen Diensten, später aber auch als Söldner.
An der Seite des berüchtigten Söldnerführers „Mad“ Mike Hoare wurde Yule in der Kongo-Krise eingesetzt und schloss sich der rhodesischen Armee des Apartheid-Premiers Ian Smith und des südafrikanischen Gegenstücks, der South African Defence Force des dortigen Apartheid-Regimes, an. In Südafrika ließ sich Yule schließlich nieder und blieb dort die kommenden fünf Jahrzehnte.

### Als Schauspieler beim Film
Yule hatte bereits als Stuntman beim Ben Hur-Film von 1959 erste filmische Erfahrungen gesammelt und trat ab 1966 regelmäßig vor die Kamera. Von gedrungener kompakter Statur, war er die ideale Besetzung, wenn es darum ging, bullige Soldaten-Haudegen, Söldner und draufgängerische Kämpfer, denen das eigene Leben nicht viel zählt, zu spielen. Als derlei Typen sah man Ian Yule in britischen und amerikanischen Filmen wie beispielsweise dem raubauzigen Söldnerstreifen Die Wildgänse kommen, an dem auf Empfehlung Yules auch sein alter Kompaniechef Mike Hoare (als militärischer Berater) teilnahm, und dem im kolonialen Südafrika spielenden Kriegsfilm Die letzte Offensive. Eine durchgehende Rolle erhielt Ian Yule 1968 in der in Südafrika entstandenen, deutschen Abenteuer-Fernsehserie Schatzsucher unserer Tage, die Rolf von Sydow inszenierte.
Es folgten kleine Rollen in einer Fülle von weiteren, oftmals martialischen und recht eindimensional konstruierten Abenteuer- und Kriegsfilmen vom Schlage Eine irre Safari, City of Blood (wo er eine seiner wenigen Hauptrollen erhielt), River of Death – Fluß des Grauens, Cyborg Cop 3, Die verlorene Welt und Operation Delta Force III. Seit 1999 sah man Ian Yule nur noch in vor Ort im Süden Afrikas entstandenen, deutschen Fernsehfilmen, zuletzt in Der weiße Afrikaner.
Kurz vor Weihnachten 2015 kehrte er, gesundheitlich in einem sehr schlechten Zustand befindlich, nach Großbritannien zurück, wo sich die europäische Vertretung der Soldaten-Veteranen-Organisation South African Legion seiner annahm.

## Filmografie (Auswahl)
Als Schauspieler, wenn nicht anders angegeben
- 1959: Ben Hur (als Stuntman)
- 1961: Der längste Tag (The Longest Day, als Stuntman)
- 1966: Wild Season
- 1967: The Professor and the Beauty Queen
- 1968: Dr. Kalie
- 1968: Schatzsucher unserer Tage (deutsche TV-Serie)
- 1969: Danie Bosman: Die verhaal van die grootste S.A. komponis
- 1969: Scottie & Co.
- 1970: Stop Exchange
- 1970: Satan’s Harvest
- 1970: Shangani Petrol
- 1971: Vengeance Cop
- 1971: Die Banneling
- 1972: The Winners
- 1972: Dog Squad
- 1973: Todesgrüße von Gamma 03 (The Big Game)
- 1974: … und die Nacht kennt kein Erbarmen
- 1975: Olie Kolonie
- 1975: Sell a Million
- 1976: One Away
- 1977: Rendezvous mit dem Tod (Golden Rendezvous)
- 1977: Mister Deathman
- 1977: Die Wildgänse kommen (The Wild Geese)
- 1978: Die letzte Offensive (Zulu Dawn)
- 1980: Eine irre Safari (Safari 3000)
- 1982: Shamwari
- 1983: For King and Country
- 1983: Auf Achse (eine Folge der dt. TV-Serie)
- 1984: 1922 (Serie)
- 1985: Jake Speed
- 1986: City of Blood
- 1987: Guerilla Force
- 1988: River of Death – Fluß des Grauens (River of Death)
- 1989: Accidents
- 1990: Young Survivors
- 1992: Die verlorene Welt (The Lost World)
- 1992: Rückkehr in die verlorene Welt (Return to the Lost World)
- 1993: Das Geheimnis der spanischen Rose (Point of Impact)
- 1994: Dark Desires: Thelma
- 1994: Astrocop (Lunarcop)
- 1995: Cyborg Cop 3
- 1995: Warhead
- 1996: Orion‘s Key
- 1997: Ernest in Afrika (Ernest Goes to Africa)
- 1997: Reckless – Von Rache getrieben (Merchant of Death)
- 1997: Operation Delta Force III (Operation Delta Force III: Clear Target)
- 1998: Betrayed – Verraten und verkauft (Traitor‘s Heart)
- 1999: Die Spesenritter
- 2001: Zugvögel der Liebe
- 2001: Absturz in die Todeszone
- 2004: Der weiße Afrikaner